# Varanus spenceri
Il varano di Spencer (Varanus spenceri Lucas e Frost, 1903) è una specie della famiglia dei Varanidi originaria dell'Australia.

## Descrizione
Di color sabbia-brunastro, può raggiungere i 120 cm di lunghezza. È dotato di artigli affilati che utilizza per scavare gallerie.

## Distribuzione e habitat
Vive nella regione del Barkly, situata tra il Queensland centrale e il Territorio del Nord.

## Biologia
Si nutre di qualsiasi animale riesca a trovare, compresi serpenti molto velenosi e carogne, ed è in grado di digerire tutto ciò che ingerisce. Quando si sente minacciato sibila rumorosamente e frusta l'aggressore con la coda muscolosa. Con un colpo di quest'ultima può facilmente scaraventare a terra un uomo. Dal momento che abita in pianure dal suolo nero dove non esistono alberi, il varano di Spencer è l'unico varano australiano che non sa arrampicarsi sugli alberi.